# Autopsy
Autopsy – amerykańska grupa muzyczna wykonująca death metal. Powstała 1987 roku w San Francisco w stanie Kalifornia w USA.

## Historia
Zespół został założony w sierpniu 1987 roku przez Chrisa Reiferta i Erica Cutlera, krótko po odejściu Reiferta z Death. Danny Coralles uzupełnił skład rok później. Po nagraniu dwóch dem, Demo '87 (1987) i Critical Madness (1988) grupa podpisała kontrakt z Peaceville Records i wydała w 1989 roku pierwszy album, Severed Survival. 
Pierwsze nagrania zespołu cechowały się typową fuzją death metalu i thrash metalu, podobnie jak płyta Scream Bloody Gore zespołu Death (Reifert grał na perkusji na tym albumie), następny krążek cechował się dużym wpływem doom metalu - Retribution for the Dead (EP, 1990). Drugi album, Mental Funeral, był rozwinięciem obranego stylu. 
Po zakończonej sukcesem europejskiej trasie koncertowej, promującej album Mental Funeral, zespół wszedł do studia, aby nagrać Fiend for Blood (EP, 1992), jeszcze w tym samym roku ukazała się płyta Acts of the Unspeakable, charakteryzująca się krótszymi kompozycjami i większym wpływem grindcore'u.
W 1995 roku, po wydaniu albumu Shitfun zespół został rozwiązany i reaktywowany dopiero po 13 latach w 2008 roku.

## Dyskografia
| 1989                           | Severed Survival - Data: 24 kwietnia 1989 - Wydawca: Peaceville Records               | —  | —  |                  |
| 1991                           | Mental Funeral - Data: 22 kwietnia 1991 - Wydawca: Peaceville Records                 | —  | —  |                  |
| 1992                           | Acts of the Unspeakable - Data: 12 października 1992 - Wydawca: Peaceville Records    | —  | —  |                  |
| 1995                           | Shitfun - Data: 12 września 1995 - Wydawca: Peaceville Records                        | —  | —  |                  |
| 2011                           | Macabre Eternal - Data: 16 maja 2011 - Wydawca: Peaceville Records                    | 67 | —  | - USA: 0,5 tys.+ |
| 2013                           | The Headless Ritual - Data: 24 czerwca 2013 - Wydawca: Peaceville Records             | 42 | 36 | - USA: 0,6 tys.+ |
| 2014                           | Tourniquets, Hacksaws & Graves - Data: 21 kwietnia 2014 - Wydawca: Peaceville Records | —  | —  | - USA: 0,8 tys.+ |
| 2015                           | Skull Grinder - Wydawca: Peaceville Records                                           |    |    |                  |
| 2017                           | Puncturing The Grotesque - Wydawca: Peaceville Record                                 |    |    |                  |
| "—" pozycja nie była notowana. |                                                                                       |    |    |                  |

| Rok  | Tytuł                    |
| ---- | ------------------------ |
| 1991 | Retribution for the Dead |
| 1992 | Fiend for Blood          |
| 2010 | The Tomb Within          |

| Rok  | Tytuł                          |
| ---- | ------------------------------ |
| 1998 | Tortured Moans of Agony - Live |
| 2004 | Dead as Fuck - Live            |

| Rok  | Tytuł                |
| ---- | -------------------- |
| 2000 | Ridden with Disease  |
| 2001 | Torn from the Grave  |
| 2012 | All Tomorrow Funeral |

| Rok  | Tytuł            |
| ---- | ---------------- |
| 1987 | 1987 Demo        |
| 1988 | Critical Madness |

## Wideografia
| 2006                           | Dark Crusades (DVD) - Data: 27 czerwca 2006 - Wydawca: Peaceville Records | — |
| 2012                           | Born Undead (DVD) - Data: 27 sierpnia 2012 - Wydawca: Peaceville Records  | 5 |
| "—" pozycja nie była notowana. |                                                                           |   |

## Teledyski
| Rok  | Tytuł                     | Album                   |
| ---- | ------------------------- | ----------------------- |
| 2011 | "My Corpse Shall Rise"    | The Tomb Within         |
| 2012 | "All Tomorrow's Funerals" | All Tomorrow's Funerals |